# Possibilitätstheorie
Die Possibilitätstheorie (engl. possibility, „Möglichkeit“), bei Anwendern häufig auch Möglichkeitstheorie genannt, ist eine mathematische Theorie, die von unvollständiger Information herrührende Ungewissheit modelliert. Sie ergänzt gewissermaßen die bekanntere Wahrscheinlichkeitstheorie, die sich mit durch den Zufall hervorgerufener Ungewissheit befasst. Sie unterscheidet sich von der Wahrscheinlichkeitstheorie durch die Benutzung nicht nur einer Mengenfunktion (der Wahrscheinlichkeit), sondern eines Paares zueinander dualer Mengenfunktionen: der Possibility und der Necessity (engl. necessity, „Notwendigkeit“). Die Possibilität eines Ereignisses ist immer mindestens so groß wie seine Wahrscheinlichkeit. Umgangssprachlich: Was wahrscheinlich ist, ist erst recht möglich, selbst Unwahrscheinliches ist möglich.

## Historisches
Die Possibilitätstheorie (als mathematische Theorie) geht zurück auf Lotfi Zadeh (1978). Wesentlich zur Popularisierung beigetragen haben Didier Dubois und Henri Prade 1988. Vor Zadeh haben sich zum Beispiel bereits der Ökonom G.L.S. Shackle 1961, und die Philosophen D. Lewis 1973 und L.J. Cohen 1977 mit der Formalisierung des Begriffes Possibilität befasst.

## Possibility
Bezeichne {\displaystyle {\Omega }} das sogenannte Universum, d. h. die Grundmenge, in der alle für das anstehende Problem denkbaren Ereignisse liegen. Zur Vereinfachung sei {\displaystyle {\Omega }} eine endliche Menge. Dann gelten für die Mengenfunktion Possibility, abgekürzt mit {\displaystyle pos}, folgende Axiome:
{\displaystyle {\begin{aligned}&pos({\Omega })=1\\&pos({\emptyset )}=0\\&pos(A{\cup }B)={\max }[pos(A),pos(B)],\quad A{\subseteq }{\Omega },B{\subseteq }{\Omega },\quad A{\cap }B={\emptyset }\end{aligned}}}
Günstig für Berechnungen ergibt sich aus den Axiomen, dass {\displaystyle pos(A{\cup }B)=\max[pos(A),pos(B)]} für beliebige nicht notwendig disjunkte {\displaystyle A,B{\subseteq }{\Omega }} gilt. Weiter ergibt sich, dass man die Possibility eines Ereignisses {\displaystyle A} aus den Possibilities der Elementarereignisse {\displaystyle {\omega }{\in }{\Omega }} berechnen kann gemäß
{\displaystyle pos(A)={\underset {{\omega }{\in }A}{\max }}\ pos[\{{\omega }\}]}
Die Possibility der Elementarereignisse, als Funktion von {\displaystyle {\omega }} betrachtet, heißt auch Possibilitätsverteilungsfunktion. Sie wird häufig mit {\displaystyle {\pi }({\omega })} bezeichnet, d. h.
{\displaystyle {\pi }({\omega })=pos[\{{\omega }\}]}
Beispielsweise kann die Zugehörigkeitsfunktion {\displaystyle m_{A}} einer Fuzzymenge {\displaystyle A} als Possibilitätsverteilungsfunktion dienen. Sie beschreibt den Grad der Möglichkeit, dass {\displaystyle {\omega }{\in }{\Omega }} zur Fuzzymenge {\displaystyle A} gehört. Das ist der Zugang von L. Zadeh zur Possibilitätstheorie, siehe.

## Necessity
Die Necessity ist die zur Possibility duale Mengenfunktion und wird mit {\displaystyle nec} bezeichnet. Sie ergibt sich durch
{\displaystyle nec(A)=1-pos({\overline {A}})}
wobei {\displaystyle {\overline {A}}} die Komplementärmenge zu {\displaystyle A} ist. Es ist stets {\displaystyle nec(A){\leqslant }pos(A)}, also gilt
{\displaystyle pos(A)+pos({\overline {A}}){\geqslant }1,\quad nec(A)+nec({\overline {A}}){\leqslant }1},
im Gegensatz zur (selbstdualen) Wahrscheinlichkeit {\displaystyle P}, für die {\displaystyle P(A)+P({\overline {A}})=1} gilt.

## Possibilitätstheorie als Wahrscheinlichkeitstheorie mit unvollständiger Information
Wenn man zu wenig weiß, um über {\displaystyle {\Omega }} eine Wahrscheinlichkeitsverteilung anzugeben, z. B. wenn man nur die Wahrscheinlichkeiten von einigen Ereignissen aus {\displaystyle {\Omega }} kennt, dann kann man für beliebige Ereignisse aus {\displaystyle {\Omega }} aufgrund der Rechenregeln für Wahrscheinlichkeiten nur untere und obere Schranken für die wahre Wahrscheinlichkeit angeben. Mit diesem Problem befasste sich A.P. Dempster 1967, siehe und kreierte die Begriffe untere Wahrscheinlichkeit und obere Wahrscheinlichkeit. Die Possibility {\displaystyle pos} ist eine obere Wahrscheinlichkeit, die Necessity {\displaystyle nec} eine untere Wahrscheinlichkeit. Außerdem ist die Possibility eine spezielle Plausibilität und die Necessity eine spezielle Belieffunktion im Sinne der Evidenztheorie von Dempster und G. Shafer, siehe. Allgemein sind im Sinne von Dempster Plausibilitäten obere Wahrscheinlichkeiten und Belieffunktionen untere Wahrscheinlichkeiten.